# Nghi Lộc
Nghi Lộc là một huyện cũ ven biển nằm ở phía đông nam tỉnh Nghệ An, Việt Nam.

## Địa lý
Huyện Nghi Lộc nằm ở phía đông nam tỉnh Nghệ An, có vị trí địa lý:
- Phía đông giáp Biển Đông
- Phía nam giáp thành phố Vinh và huyện Hưng Nguyên
- Phía tây nam giáp huyện Nam Đàn
- Phía tây giáp huyện Đô Lương
- Phía tây bắc giáp huyện Yên Thành
- Phía bắc giáp huyện Diễn Châu.

Huyện Nghi Lộc có diện tích tự nhiên là 34.809,60 ha và dân số năm 2010 là 205.847 người. 23,5% dân số theo đạo Thiên Chúa.
Theo thống kê năm 2019, huyện Nghi Lộc có diện tích 347,70 km², dân số là 218.005 người, mật độ dân số đạt 627 người/km².

## Hành chính
Huyện Nghi Lộc trước đây có 23 đơn vị hành chính cấp xã trực thuộc, bao gồm thị trấn Quán Hành (huyện lỵ) và 22 xã: Diên Hoa, Khánh Hợp, Nghi Công Bắc, Nghi Công Nam, Nghi Đồng, Nghi Hưng, Nghi Kiều, Nghi Lâm, Nghi Long, Nghi Mỹ, Nghi Phương, Nghi Quang, Nghi Thạch, Nghi Thiết, Nghi Thuận, Nghi Tiến, Nghi Trung, Nghi Vạn, Nghi Văn, Nghi Xá, Nghi Yên, Thịnh Trường. Sau sáp nhập, sắp xếp thì còn 7 xã: Nghi Lộc, Phúc Lộc, Đông Lộc, Trung Lộc, Thần Lĩnh, Hải Lộc, Văn Kiều.

## Lịch sử
Huyện Nghi Lộc được thành lập lần đầu tiên vào năm 1469 với tên gọi là Dương Thành.
Trải qua 550 năm hình thành và phát triển, huyện đã nhiều lần thay đổi tên gọi từ Dương Thành trở thành Dương Toại, Phố Dương, Tân Phúc, Nghi Chân, Chân Phúc, Chân Lộc..
Năm 1832, vua Minh Mạng chia trấn Nghệ An thành 2 tỉnh: Nghệ An và Hà Tĩnh thì huyện Chân Phúc nhập vào phủ Anh Đô thuộc tỉnh Nghệ An.
Năm 1894, vua Thành Thái đổi tên huyện thành Nghi Lộc như hiện nay.
Năm 1919, thực dân Pháp bỏ cấp phủ, huyện Nghi Lộc thuộc tỉnh Nghệ An.
Sau năm 1945, bỏ cấp phủ, gọi chung là huyện. Huyện Nghi Lộc khi đó gồm có 24 xã: Đông Hải, Hải Yến, Hiến Hạp, Hợp Thái, Kim Khê, Kim Lộc, Kim Phúc, Kim Trường, La Nham, La Vân, Lâm Kiều, Long Châu, Lữ Lĩnh, Mỹ Thạch, Nguyên Xá, Ngư Phong, Phan Xuân, Thần Sơn, Thịnh Trường, Thuận Hợp, Vạn Hòa, Vạn Xuân, Văn Yên, Vọng Nhi.
Tháng 4 năm 1947, các đơn vị hành chính trong toàn huyện được sắp xếp lại cho phù hợp với thời kỳ chiến tranh. Từ 24 xã năm 1946 đã được gộp lại thành 13 xã mới gồm: Đông Hải, Hợp Châu, Ngư Hải, Phúc Hòa, Phúc Lộc, Tam Thái, Thần Lĩnh, Thịnh Trường, Thuận Hòa, Xá Lĩnh, Xuân Hải, Xuân Lộc, Yên Sơn.
Năm 1956, sau đợt cải cách ruộng đất, Tỉnh ủy Nghệ An đã chỉ đạo việc chấn chỉnh lại bộ máy lãnh đạo Đảng, chính quyền, mặt trận, đoàn thể các cấp và kèm theo đó là cải tổ các đơn vị hành chính cấp xã. Từ 13 xã trước, nay được chia thành 40 xã và thống nhất lấy chữ đầu tên huyện làm chữ đầu tên của xã: Nghi Ân, Nghi Công, Nghi Diên, Nghi Đồng, Nghi Đức, Nghi Hải, Nghi Hoa, Nghi Hòa, Nghi Hợp, Nghi Hưng, Nghi Hương, Nghi Khánh, Nghi Kiều, Nghi Kim, Nghi Lâm, Nghi Liên, Nghi Long, Nghi Mỹ, Nghi Phong, Nghi Phú, Nghi Phúc, Nghi Phương, Nghi Quang, Nghi Tân, Nghi Thạch, Nghi Thái, Nghi Thiết, Nghi Thịnh, Nghi Thọ, Nghi Thu, Nghi Thuận, Nghi Thủy, Nghi Tiến, Nghi Trung, Nghi Trường, Nghi Vạn, Nghi Văn, Nghi Xá, Nghi Xuân, Nghi Yên.
Ngày 21 tháng 4 năm 1969, hợp nhất hai xã Nghi Phúc và Nghi Thọ thành một xã lấy tên là xã Phúc Thọ.
Ngày 26 tháng 12 năm 1970, xã Nghi Phú sáp nhập vào thành phố Vinh.
Từ 1976 - 1991, huyện Nghi Lộc thuộc tỉnh Nghệ Tĩnh, gồm 38 xã: Nghi Ân, Nghi Công, Nghi Diên, Nghi Đồng, Nghi Đức, Nghi Hải, Nghi Hoa, Nghi Hòa, Nghi Hợp, Nghi Hưng, Nghi Hương, Nghi Khánh, Nghi Kiều, Nghi Kim, Nghi Lâm, Nghi Liên, Nghi Long, Nghi Mỹ, Nghi Phong, Nghi Phương, Nghi Quang, Nghi Tân, Nghi Thạch, Nghi Thái, Nghi Thiết, Nghi Thịnh, Nghi Thu, Nghi Thuận, Nghi Thủy, Nghi Tiến, Nghi Trung, Nghi Trường, Nghi Vạn, Nghi Văn, Nghi Xá, Nghi Xuân, Nghi Yên, Phúc Thọ.
Ngày 4 tháng 4 năm 1986, thành lập thị trấn Quán Hành, thị trấn huyện lỵ huyện Nghi Lộc trên cơ sở 26,15 ha diện tích tự nhiên của xã Nghi Trung; 10,08 ha diện tích tự nhiên của xã Nghi Hoa và 11,35 ha diện tích tự nhiên của xã Nghi Long; thành lập thị trấn Cửa Lò trên cơ sở diện tích, dân số của hai xã Nghi Tân và Nghi Thủy cùng 82 ha diện tích tự nhiên của xã Nghi Thu và 15 ha diện tích tự nhiên của xã Nghi Hợp.
Đến cuối năm 1993, huyện Nghi Lộc, tỉnh Nghệ An, gồm 2 thị trấn: Quán Hành, Cửa Lò và 36 xã: Nghi Ân, Nghi Công, Nghi Diên, Nghi Đồng, Nghi Đức, Nghi Hải, Nghi Hoa, Nghi Hòa, Nghi Hợp, Nghi Hưng, Nghi Hương, Nghi Khánh, Nghi Kiều, Nghi Kim, Nghi Lâm, Nghi Liên, Nghi Long, Nghi Mỹ, Nghi Phong, Nghi Phương, Nghi Quang, Nghi Thạch, Nghi Thái, Nghi Thiết, Nghi Thịnh, Nghi Thu, Nghi Thuận, Nghi Tiến, Nghi Trung, Nghi Trường, Nghi Vạn, Nghi Văn, Nghi Xá, Nghi Xuân, Nghi Yên, Phúc Thọ.
Ngày 29 tháng 8 năm 1994, tách thị trấn Cửa Lò và 4 xã: Nghi Thu, Nghi Hương, Nghi Hòa, Nghi Hải, một phần xã Nghi Quang để thành lập thị xã Cửa Lò.
Ngày 10 tháng 4 năm 2002, chia xã Nghi Công thành 2 xã: Nghi Công Bắc và Nghi Công Nam.
Ngày 2 tháng 4 năm 2007, mở rộng thị trấn Quán Hành trên cơ sở sáp nhập 174,23 ha diện tích tự nhiên và 1.532 nhân khẩu của xã Nghi Trung; 11,07 ha diện tích tự nhiên và 253 nhân khẩu của xã Nghi Long; 132,6 ha diện tích tự nhiên và 1.434 nhân khẩu của xã Nghi Hoa; 20,61 ha diện tích tự nhiên và 97 nhân khẩu của xã Nghi Diên.
Ngày 17 tháng 4 năm 2008, 4 xã: Nghi Kim, Nghi Đức, Nghi Liên, Nghi Ân được sáp nhập vào thành phố Vinh.
Ngày 1 tháng 1 năm 2020, sáp nhập 2 xã Nghi Hợp và Nghi Khánh thành xã Khánh Hợp.
Ngày 24 tháng 10 năm 2024, Ủy ban Thường vụ Quốc hội ban hành nghị quyết số 1243/NQ-UBTVQH15 về việc sắp xếp đơn vị hành chính cấp huyện, cấp xã của tỉnh Nghệ An giai đoạn 2023–2025 (nghị quyết này có hiệu lực thi hành từ ngày 1 tháng 12 năm 2024):
- Chuyển 4 xã: Nghi Xuân, Phúc Thọ, Nghi Thái, Nghi Phong về thành phố Vinh quản lý
- Sáp nhập 2 xã Nghi Diên và Nghi Hoa thành xã Diên Hoa
- Sáp nhập 2 xã Nghi Thịnh và Nghi Trường thành xã Thịnh Trường.

Sau khi sắp xếp và điều chỉnh địa giới, huyện Nghi Lộc có 1 thị trấn và 22 xã như hiện nay.

## Văn hóa

### Danh nhân, khoa bảng và những người thành đạt
- Doanh Nhân Lịch sử:
- Danh Nhân Danh Tướng Quốc Công Nguyễn Xí danh nhân nổi tiếng có một không hai của việt nam tướng tài ba nhà chính trị sất sắc.
- Quận công Nguyễn Kế Sài vị tướng tài của việt nam.
- Quận công phò mã Nguyễn Sư Hồi danh tiếng nổi khắp nơi.
- Quận Bằng  Nguyễn Hữu Chỉnh.
- Khoa bảng:
- Bảng nhãn Nguyễn Minh Tuấn.
- Hoàng giáp Phạm Nguyễn Du.
- Đình nguyên, song nguyên Hoàng giáp Nguyễn Ngọc.
- Hoàng giáp Nguyễn Hữu Chính.
- Tiến sĩ Phạm Huy.
- Tiến sĩ Nguyễn Khuê.
- Tiến sĩ Đinh Văn Phác.
- Tiến sĩ Đinh Văn Chất.
- Tiến sĩ Nguyễn Huy Nhu.
- Phó bảng Phạm Huy Thuyến (Phó Thuyến).
- Đình nguyên Hoàng Giáp Đinh Văn Chấp.
- Tiến sĩ ngôn ngữ và phật học Đại lão hòa thượng Thích Minh Châu.
- Nhà giáo:
- Nguyễn Thức Tự nhà giáo nổi tiếng việt nam.
- Đốc học Quảng Nam Đinh Hồng Phiên và Đinh Văn Chấp.
- Nhà cách mạng:
- Trương Văn Lĩnh Nhà cách mạng.
- Nguyễn Thức Canh Nhà cách mạng.
- Nguyễn Thức Đường Nhà cách mạng.
- Trần Văn Cung Nhà cách mạng.
- Đinh Văn Chất Nhà cách mạng
- Danh tướng hiện đại:
- Trần Văn Quang thứ trưởng bộ quốc phòng .
- Hoàng Đan thiếu tướng quân đội việt nam.
- Nguyễn Quốc Thước trung tướng quân đội việt nam .
- Nguyễn Mạnh Đẩu trung tướng quân đội việt nam .
- Nguyễn Bá Tuấn tướng quân đội việt nam .
- Phạm Hồng Minh tướng quân khu 4.
- Võ Văn Việt tham mưu quân khu 4.
- Nhà ngoại giao:
- Phó Thủ Tướng Bộ trưởng Bộ Ngoại Dao Thường Trực Ban bí thư đầu tiên Nguyễn Duy Trinh
- Văn nhân:
- Nhà phê bình văn học :
- Hoài Thanh, nhà văn.
- Hoài Chân, nhà văn .
- Giáo sư Nguyễn Đình Chú nhà nghiên cứu lịch sử.
- Chính trị gia:
- Vương Đình Huệ, Bộ trưởng Bộ tài chính (2011 - 2013), Trưởng ban Kinh tế Trung ương (2012 - 2016), Phó Thủ tướng Chính phủ (2016 - 2020), Bí thư Thành ủy Hà Nội (2020 - 2021), Chủ tịch Quốc hội Nước Cộng Hòa Xã Hội Chủ Nghĩa Việt Nam từ ngày 31 tháng 3 năm 2021.
- Nghệ thuật & Showbiz:
- Nguyễn Mai Anh, hoa hậu Việt Nam Thời Đại 2022.

## Kinh tế
- khí hậu

Nằm trong địa phận 2 xã Nghi Yên và Nghi Tiến, Bãi Lữ cách Cửa Lò 10 km. Là nơi biển khơi ăn sâu vào đất liền và là nơi những cánh rừng thông bạt ngàn vươn ra biển cả tạo nên những cảnh quanh co uốn lượn, những vách đá đứng sóng vỗ trắng ngần,những bãi cát dài như dải lụa mêm uốn lượn dưới ngàn sóng đại dương nâng niu vỗ về thi vị,những bãi tắm đẹp thiên thần làn nước trong xanh và độ mặn tuyệt hảo.
Hiện nay có một khu resort lớn được xây dựng ở Bãi Lữ, gồm các khu biệt thự, khách sạn đạt tiêu chuẩn 4 sao và 5 sao. Khu tắm biển được chia làm các khu như khu tắm thiếu nhi, khu tắm nghỉ dưỡng và khu tắm tiên.
Các công trình như: Sân bay trực thăng, khu Casino, khu nhạc nước, Viện hải dương học, các dịch vụ và trò chơi trên biển, khu thể thao... đang dần dần được hình thành.
Bao quanh khu bãi tắm là những ngọn núi thoai thoải với bạt ngàn màu xanh, trên núi đã xây dựng công trình tượng Phật...tạo nên thêm một loại hình du lịch vãn cảnh, tâm linh.
Bãi Lữ có tên gọi xuất phát từ Lữ Sơn, một ngọn núi sừng sững hiên ngang trước biển, như chàng lữ khách thân thơ đi tìm điệu hát tình tứ lẫn mình trong sóng biển của thiếu nữ đa tình. Đứng trên Núi Lữ có thể nhìn thấy một vùng bao la rộng lớn, phía đông biển bao la xanh ngắt một màu, xa xa là đảo Song Ngư, Hòn Mắt, Lan Châu, gần hơn là Núi Rồng, Núi Lò, Tượng Sơn...Uốn lượn quanh núi là dòng kênh Sắt xanh ngắt bởi màu quặng sắt do núi Thiết Sơn nhuộm màu.